# Corrado Valguarnera
Corrado Valguarnera Tomasi, VII principe di Niscemi (Palermo, 24 giugno 1838 – Napoli, 13 gennaio 1903), è stato un nobile, patriota e politico italiano.

## Biografia
Nacque a Palermo il 24 giugno 1838 da Giuseppe, VI principe di Niscemi, e dalla nobildonna Caterina Tomasi Wochinger dei principi di Lampedusa, di cui era figlio primogenito.
Di idee liberali, durante la seconda guerra di indipendenza, era capo del Comitato di soccorso per i feriti, costituito dal movimento liberale aristocratico.
Nel 1860, il Valguarnera entrò nel comitato rivoluzionario che organizzò l'insurrezione di Palermo, e la sera del 7 aprile fu arrestato dalla polizia borbonica e condotto a Castellammare, mentre si trovava a Palazzo Monteleone assieme ad altri aristocratici palermitani, anch'essi arrestati in quanto componenti attivi del comitato. Dopo lo sbarco e l'occupazione della Sicilia da parte di Garibaldi, fu uno dei pochi nobili palermitani che prese parte alla spedizione dei Mille; il Valguarnera seguì Garibaldi anche nella spedizione in Aspromonte del 1862, dove fu arrestato dai soldati del Regio Esercito.
Succeduto al padre, morto nel 1879, nei titoli di Principe di Niscemi e di Duca dell'Arenella, nel 1880 fu creato senatore del Regno d'Italia per la XIII legislatura.
Morì a Napoli il 13 gennaio 1903, all'età di 64 anni.

### Matrimonio e discendenza
Il 16 aprile 1866, sposò la sedicenne Maria Antonietta Favara Camminneci (1850-1912), unica figlia di Vincenzo, un patriota e politico di famiglia borghese originaria di Partanna, da cui ebbe quattro figli.

## Letteratura
Lo scrittore Giuseppe Tomasi di Lampedusa, suo parente, nel suo romanzo Il Gattopardo, si ispirò alla figura di Valguarnera per la creazione del personaggio di Tancredi Falconeri.